# Schloss Winterhof
Schloss Winterhof war ein Schloss nahe dem Dorf Mooskirchen bei Voitsberg, Steiermark.

## Architektur
Es lag am Schlossriegel bei Stögerdorf in Mooskirchen, wurde im 14. Jahrhundert errichtet und um 1650 ausgebaut. Weitere Ausbauten fanden um 1700 statt. In alten Beschreibungen des Schlosses wird es als groß und schön bezeichnet, Georg Matthäus Vischer stellte es 1681 mit einem schlechten Kupferstich als großen Viereckigen zweigeschoßigen Bau mit Ecktürmen und einen ausgedehnten Meierhof dar.
1784 hatte der Winterhof 14 Räume, die seit 1753 leer standen. Noch im selben Jahr, 1784, wurde das Schloss Winterhof abgetragen und das Material zum Bau anderer Gebäude verwendet.

## Geschichte
Der Winterhof war ein Edelsitz der vor 1350 von Stainzer Lembsitzern auf einen Hügel errichtet worden war. Um 1500 war er im Besitz von Albrecht Prantner der ihn großteils ausbauen ließ. 1622 musste der 18-jährige Georg Prantner eine Hälfte an Christoph Hagen verkaufen.
Christoph Hagen hatte zuvor seine Frau Juliana Prantner geehelicht und konnte nun die zweite Besitzerhälfte erwerben. 1662 kam das wiedervereinigte Gut mit Schloss an deren Sohn Wolf Siegmund, als Wolf Siegmund starb, heiratete Juliana Prantner Niklas Graf von Lodron und übergab 1687 alles ihren Sohn Josef Anton Graf Lodron der das Schloss weiter ausbaute und 1710 kam es an seinen Erben Johann Galler der es mit der Herrschaft Lannach verband. Schon 6 Jahre später wurde es verlassen und verfiel sehr schnell, knapp 70 Jahre später wurde er abgetragen und 1889 aus der Landtafel gelöscht.

## Schlosskapelle
Das Schloss hatte auch eine Kapelle, die 1716 errichtet und von Joseph Dominikus von Lamberg, Bischof von Seckau geweiht wurde.